# قاعة محمد الخامس
قاعة محمد الخامس هي صالة رياضية توجد بمدينة الدار البيضاء. تتوفر على طاقة استيعابية تقدر ب 12.000 شخص.